# 小俁站 (栃木縣)
小俁站（日语：／ Omata eki */?）是位於日本栃木縣足利市小俁町，屬於東日本旅客鐵道（JR東日本）兩毛線的鐵路車站。此站是栃木縣最西端車站。

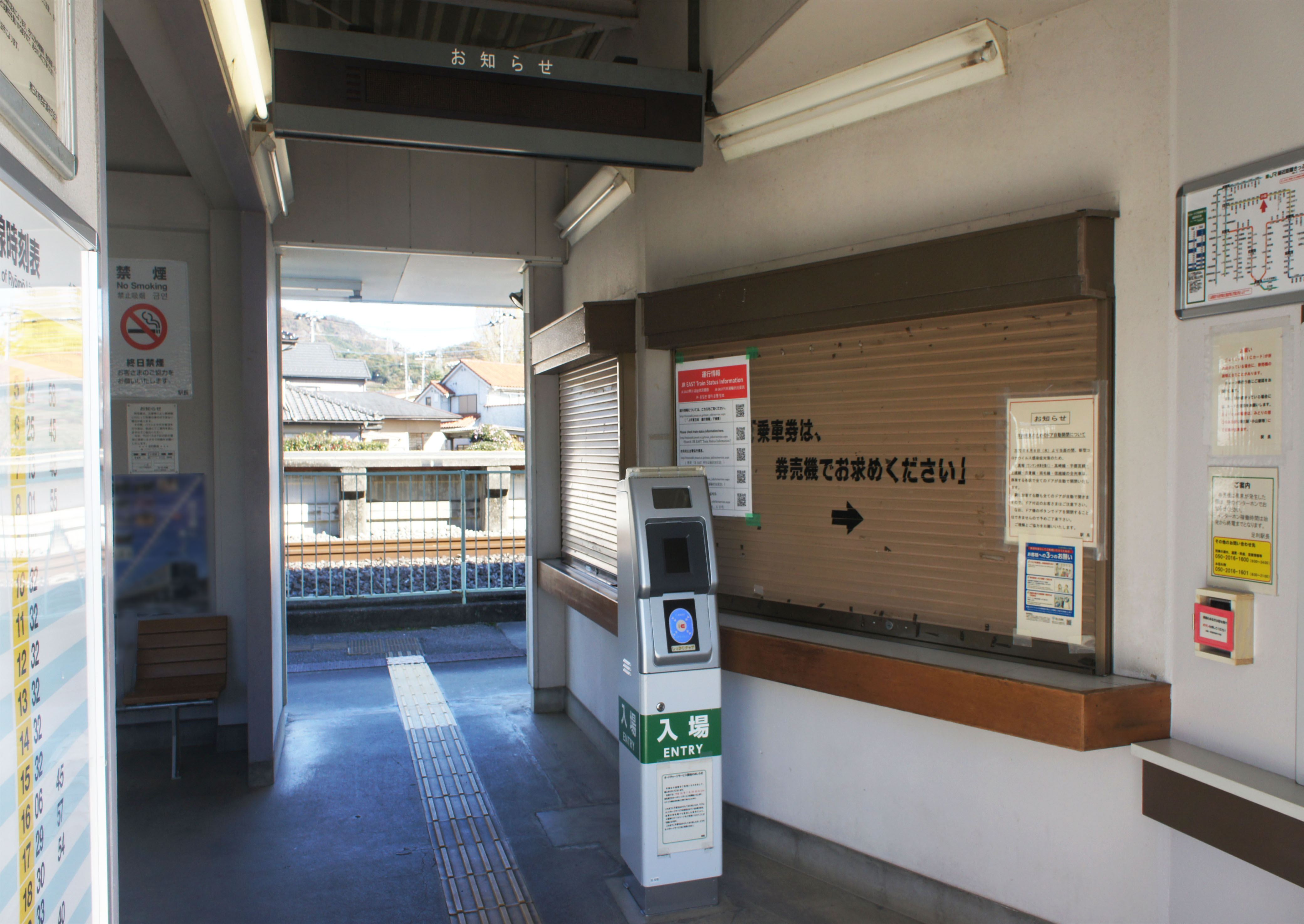
驗票口(2021年11月)

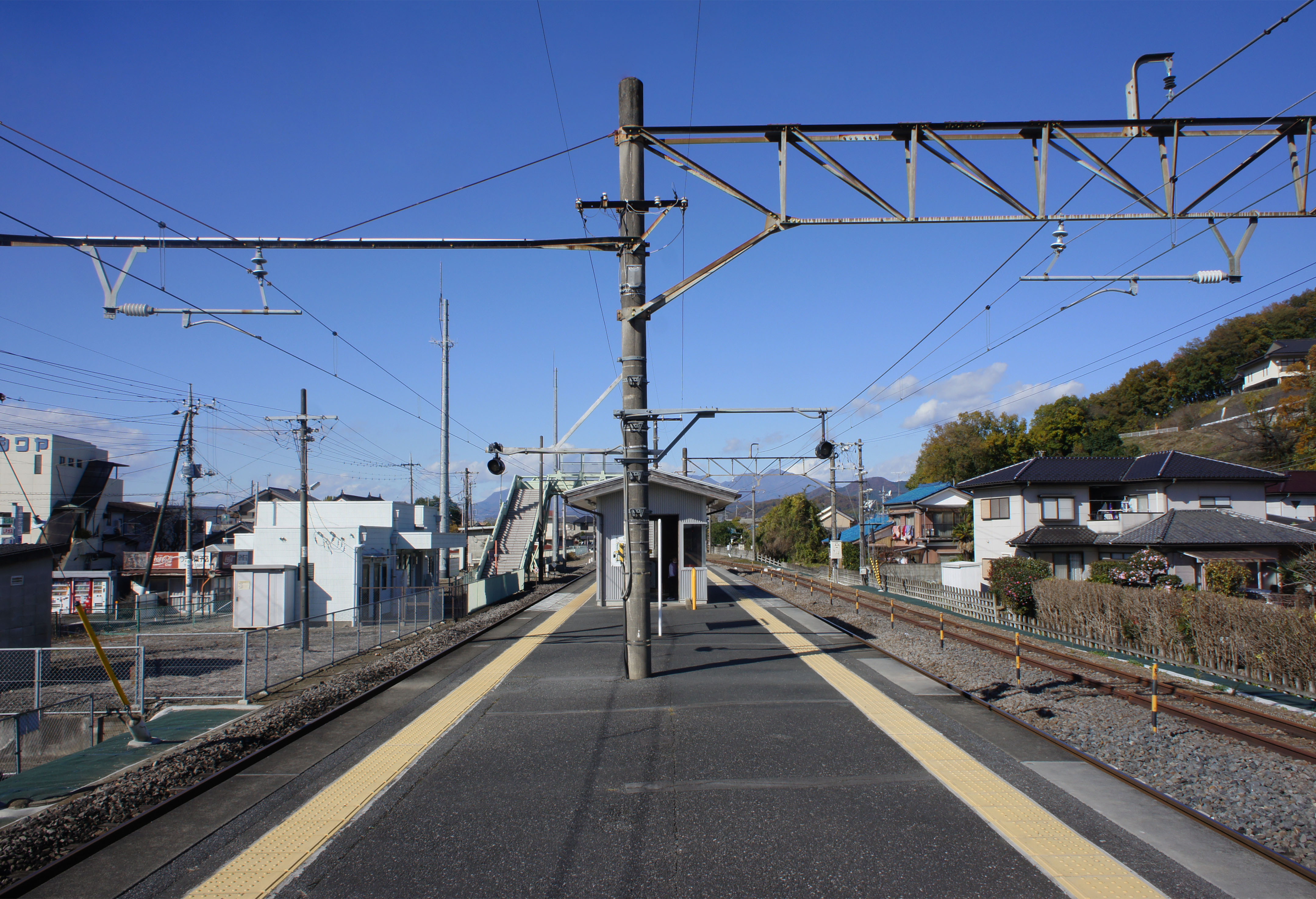
月台(2021年11月)

## 車站構造
本站為島式月台1面2線，可進行列車交會的地面車站。本站是由足利站管理的無人站，站內設有簡易Suica閘機。

### 月台配置
| 月台 | 路線    | 方向 | 目的地               |
| ---- | ------- | ---- | -------------------- |
| 1    | ■兩毛線 | 上行 | 桐生、前橋、高崎方向 |
| 2、3 | ■兩毛線 | 下行 | 足利、佐野、小山方向 |

（來源：JR東日本:車站構內圖 （页面存档备份，存于））

## 相鄰車站
東日本旅客鐵道（JR東日本）
■兩毛線
桐生－小俁－山前

## 外部連結
- 車站資訊（小俁）：東日本旅客鐵道